# 실미도 사건

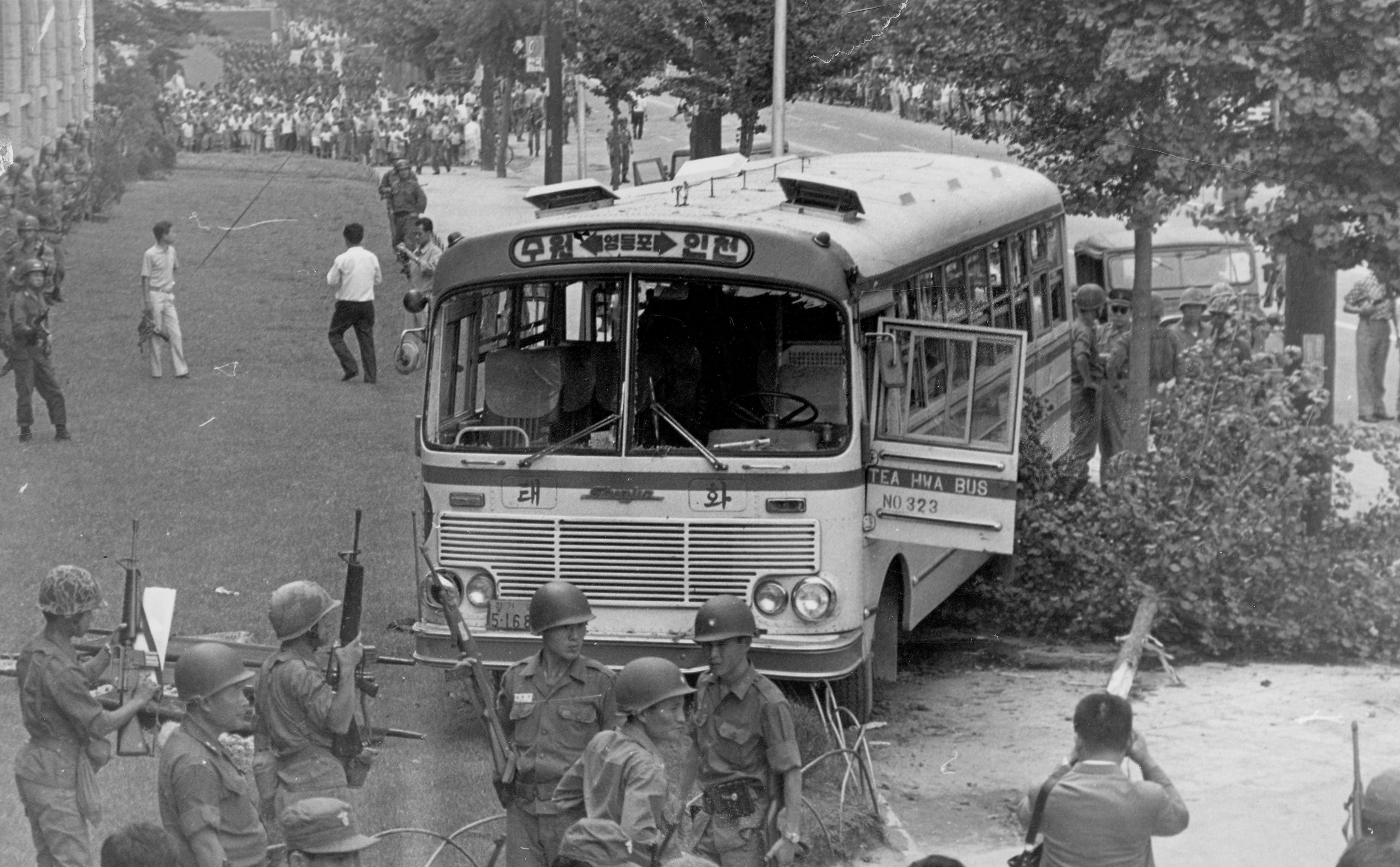
실미도 사건이 일어난 버스

실미도 사건(實尾島事件)은 1971년 8월 23일 실미도에서 북한 침투작전 훈련을 받던 중 가혹한 대우를 견디지 못한 684부대원들이 무장 탈영해 인천을 경유하여 서울로 진입한후 군·경과 교전을 벌이다가 숨진 사건으로 실미도에서 교관 및 기간병들을 살해하고 탈출한 부대원 23명은 버스를 탈취하여 서울로 진입한 뒤 총격전을 벌이다가 수류탄으로 자폭했고 4명이 부상당한 채 생포되었으나 곧 사형에 처해졌으며 총격전으로 경찰 2명과 민간인 6명이 사망하였다.

## 배경

### 1.21 사태
1968년 1월 21일에 북한 124부대 소속 무장 공비 31명이 청와대를 기습하여 박정희 대통령을 제거하려다 미수에 그치는 사건이 발생했다.
휴전선을 넘은 31명의 무장 공비들은 21일 밤 9시 30분경에 서울 청운동 세검정 터 부근 청와대 앞 500미터까지 진출한 뒤 창의문 근처에서 있었던 경찰의 불시검문에 불응하면서 총격전이 벌어졌고 무장공비들이 도주하기 시작했다. 
그리고 이들을 잡기 위해 비상경계태세가 내려진 가운데 군경합동 소탕작전을 버린 결과 31명 중 29명은 사살되었고 1명은 북으로 도주, 1명은 생포되었으며 그 와중에 민간인을 포함해 30명이 사망하고 52명이 부상을 입었다.

### 국가안보 우선주의
정부는 '국가안보 우선주의'을 선언하며 향토예비군, 육군3사관학교, 전투경찰대를 창설하였고 고등학교와 대학교에서는 교련 교육이 실시되었으며 대통령 경호를 강화하는 차원에서 인왕산과 북악산, 청와대 앞길까지 일반인의 통행이 금지되었다.
북한은 사건관련성을 전면 부인하였으나 생포된 김신조는 대통령을 제거하는 것이 남파의 목적이었다고 진술함에 따라 중앙정보부는 김일성에게 복수를 하기 위해서 특수부대인 684부대를 창설하였다.

### 684 부대 창설
1968년 4월에 중앙정보부장(현 국가정보원장) 김형욱은 실미도에 북파목적의 특수부대인 684 부대를 만들었는데 총인원은 지난 '1.21 사태' 때 남파되었던 북한 무장공비와 동일하게 31명으로 구성되었다. 
684부대원들은 북한에 침투하여 김일성을 암살하기 위해 실미도에 고립된 채 합숙하며 혹독한 훈련을 받았으나 국제적인 '데탕트'와 함께 남북 화해 분위기가 조성되면서 침투 작전 자체가 불확실해지며 계획이 기약없이 연기되었다.
더욱이 부대를 창설했던 김형욱이 3선 개헌의 진통 속에 권력 다툼에서 밀려나면서 1969년 10월 20일 중앙정보부에서 경질되었고 부대원들의 원 소속은 공군이었음에도 관리는 중앙정보부가 담당했지만 김형욱이 중앙정보부장직에서 경질된 이후 무관심 속에 방치되며 존재마저 잊혀져 갔고 부대의 관리가 제대로 이루어지지 못했다.
가혹한 훈련은 지속되었으나 부실한 부식과 처우등 인간이하의 취급을 받았고 오랜 기다림으로 부대원들의 불만이 누적되어 가기 시작했다.

## 사건 전개

### 탈출과 서울 진입

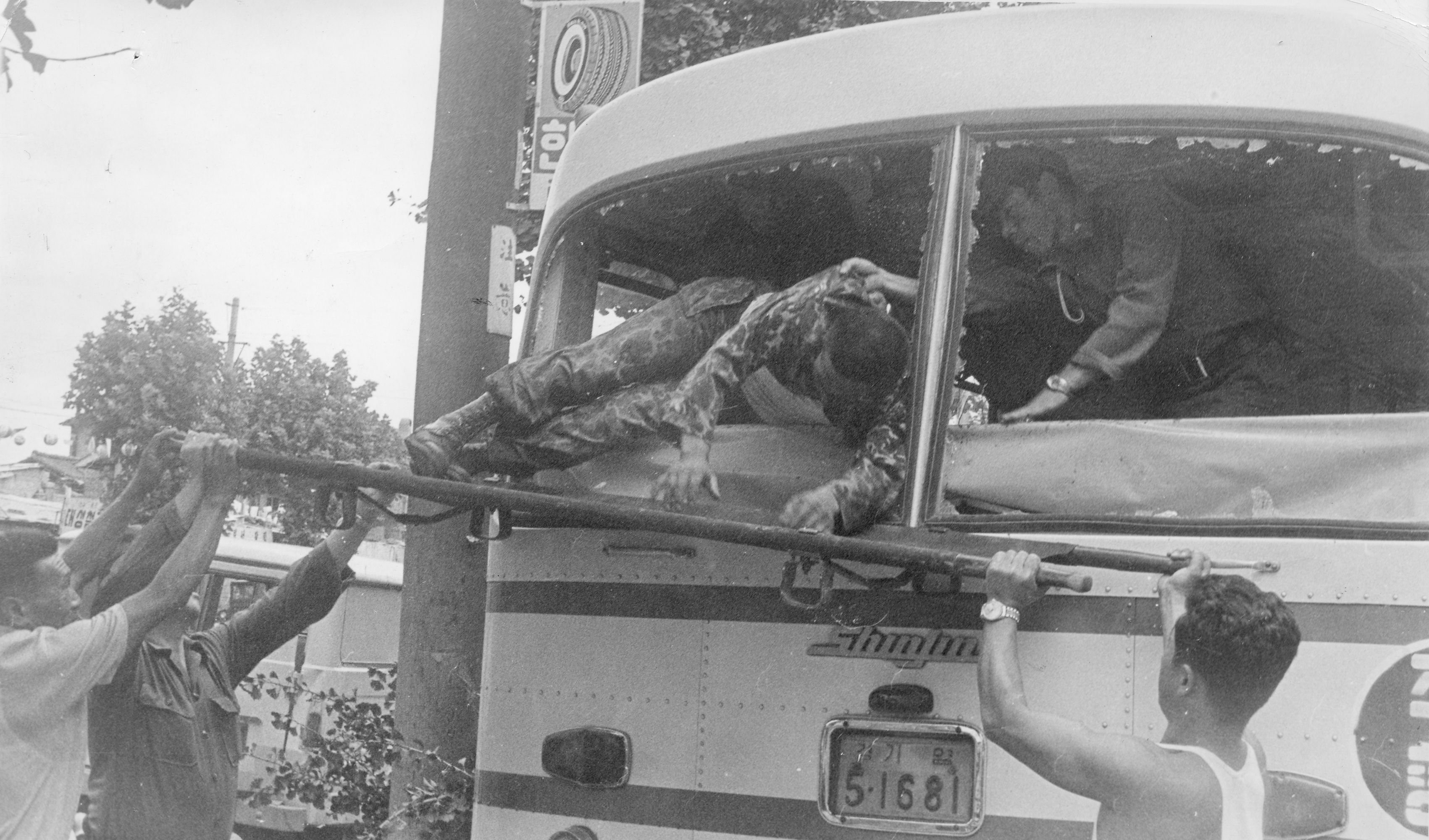
부상당한 부대원의 후송

1971년 8월 23일 오전 6시경 교관 및 기간병 18명을 살해하고 실미도를 탈출한 이후 섬을 빠져나간 23명의 684부대원들은 12시 20분경 인천 옥련동 독부리(옹암) 해안에 상륙한 뒤 인천 시내버스(현대 R-192)를 탈취하여 청와대 방향으로 향했고 인천에서 육군과의 총격전으로 타이어가 터진 바람에 버스가 움직일 수 없게 되자 이들은 수원-인천간 시외버스(신진 FB100L, 태화상운 소속)를 다시 탈취하여 이동하였다. 
오후 14시 15분경 서울 동작구 대방동(당시 영등포구 대방동) 유한양행 본사 건물 앞에 도착하였는데 여기서 마지막 총격전을 벌이다 부대원 거의 대부분이 스스로 수류탄을 터뜨려 목숨을 끊었고 생존자 4명은 군사재판에 회부되어 1972년 3월 10일 사형이 집행되었다.

### 이상한 정부 발표
이 사건으로 김포국제공항이 폐쇄되고 한강교가 차단되면서 시민들이 불안과 공포에 떨었고 또한 초기에 정부가 북괴 무장공비의 침입이라 발표하자 공포는 증폭되었다. 
나중에 군 특수범이라 정정 발표하는 등 혼란을 야기했는데 군 장성 출신 야당 국회의원 이세규가 특수부대원의 난동이라고 진상을 폭로하자 김종필 총리도 군 특수범이 아니라 특수 부대 요원이라고 실토하는등 여러차례 말을 바꾸었다.
정치 인물 영웅담 <000 죽이기> 시리즈의 집필자이자 정치평론가인 강준만 교수는 박정희 정부가 이 사건을 '실미도 난동사건'으로 규정하고 부대의 진상을 은폐하기 위해 노력했고 진상을 폭로했던 신민당 이세규 의원에게는 심한 고문을 가하는등 보복을 하였다고 주장한다.
또한 신민당 김한수 의원은 시국 강연회에서 군 특수범들의 소속부대를 언급했을 뿐인데 군수사 기관에 끌려가 자살을 시도할 정도로 모진 고문을 당했고 '실미도 사건 부대 이름을 공표해 반공법 등을 어겼다'는 이유로 징역 3년을 살아야 했다고 주장한다.
그러나 '실미도 난동사건' 때문에 의원들이 체포되었다는 직접적인 근거는 존재하지 않으며 이세규와 김한수 등 다수의 신민당 의원들은 1972년 유신 특별선언 발표 이후 반독재·반유신 투쟁을 벌이면서 옥고를 치렀었고 수사과정 중 자신이 당했던 고문 실상을 회고록에 자세히 밝혀 놓았던 김옥두 또한 수사관들이 신민당 의원들의 정치자금을 댄 기업인의 이름이나 김대중에 대한 진술을 요구했다고 언급한다.
공교롭게도 이때 유신 선언에 반대하다 체포된 의원들 대다수가 김대중 의원과 같은 지역 출신, 같은 정당 소속의 측근들이었는데 그 명단으로는 나석호, 김경인, 김상현, 김녹영, 김옥두, 박종률, 강근호, 류갑종, 조연하, 이종남이 있다.

## 사건 이후
실미도 기간병 유족 11명은 2005년 참여정부 시대때 “특수임무를 수행하다 순직한 기간요원에 대한 정부 보상이 필요하다”며 2000만~1억원 상당의 국가 보상을 신청했지만 특수임무수행자보상심의원회는 “기간병들은 북파공작을 위한 임무를 부여받지 않은 요원들로 보상 대상이 되지 않는다”는 취지로 신청을 반려했고 유족회는 관련 행정소송을 제기했으나 2007년 패소했다.

### 영화 실미도
잊혀가던 사건은 1999년에 684부대의 실상을 소재로 하는 백동호의 소설 《실미도》가 발표된 뒤 이 소설을 바탕으로 2003년 말 동명영화가 개봉하면서 사건의 실체가 세상에 알려지기 시작하였다. 
실미도에 앞서 실미도 사건을 다룬 <쿠데타>가 개봉될 예정이었으나 제작비 등 여러 문제가 겹쳐 좌절됐으며 이 과정에서 드라마 PD 출신 김종학 감독의 영화 감독 데뷔가 무산되기도 하였다.
2004년 2월에 대한민국 국방부는 충청북도 옥천군 옥천읍에서 1968년 3월 한꺼번에 행방불명된 7명의 청년이 684부대의 대원이었다는 사실을 확인하였다.

## 부대 예산 횡령
공군 수사당국은 축소 수사로 일관했고 부대를 창설한 공군을 지휘하였던 중앙정보부에서 실미도 부대로 내려간 예산이 대거 횡령된 정황도 포착되었지만 유야무야 되었다.

## 미디어
- 꼬리에 꼬리를 무는 그날 이야기
- [MBC 이제는 말할 수 있다] 12회 - 실미도 특수부대

## 같이 보기
- 김형욱
- 대한민국 해군 56함 침몰 사건
- 1·21 사태
- 684 부대
- 실미도
- 실미도 (영화)
- 야망의 전설